# ما يحتاج اليه الكاتب من مهموز ومقصور وممدود (كتاب)
ما يحتاج اليه الكاتب من مهموز و مقصور و ممدود. كتاب ألفه أبو الفتح عثمان ابن جني. غرضه من إملاءه على طلابه ليكون معجماً مختصراً في المهموز أولا، مع فوائد مهمة في المقصور و الممدود، يحتاج إليها الكاتب، سهل المنال و الرجوع إليه. و قد خصص للمهموز قسطا كبيرا منه.
كما قال في مقدمة الكتاب: هذه ألفاظ مهموزة كثيرة الاستعمال، يحتاج إليها الكاتب، و يفتقر إلى معرفتها، نظمناها على سياق حروف المعجم، احتياطا و تقريبا، و اجتنبنا ما كان و حشيًّ و غريبا من ذلك.

## بعض مواضيع الكتاب

### حرف الباء
بدأتُ بالأمر، وابتدأت به. وأبدأتُ وأعَدْتُ. وَبَرأت من المرض، وبرِئت أيضا، وأبرأتُ الرجلَ من الدَّين، وبَرّأت زيداً من كذا. و بارأتُ شريكي : إذا فاصلتَه، و تبّرأتُ واستبرأتُ من الأمر و غيره. وأبطأتُ عن القوم، و بطّأتُ بالأمر، و تباطأتُ عن القوم، و استبطأتُ الرّجلَ.

### حرف الجيم
جبأت عن الأمر، أي : جَبُنتَ. واجترأتُ على الشّيء : جرّأتُ غيري عليه، و تجرّأت أنا، اجترأتُ بالشّيء.وجزّأت الشيء أجزاء، و تَجَزَّأتُ بكذا و كذا. و جَسَأتْ يدُه، وأجسأتْ. وجَشأتْ نَفْسُه، و تَجَشَّأتْ، من الجُشَاء. و جنأتُ على الشّيء، إذا أكْبَبْتَ.